# Eine Frage der Ehre
Eine Frage der Ehre (Originaltitel: A Few Good Men) ist ein amerikanischer Spielfilm des Regisseurs Rob Reiner aus dem Jahr 1992. Der Film basiert auf dem gleichnamigen Bühnenstück von Aaron Sorkin, der auch das Drehbuch verfasste:
Zwei Marine-Infanteristen werden des Mordes an einem Kameraden beschuldigt und vor Gericht gestellt. Die Hauptrollen sind besetzt mit Tom Cruise, Jack Nicholson, Demi Moore, Kevin Bacon, Kiefer Sutherland und Kevin Pollak.

## Handlung
Auf dem US-Marineinfanterie-Stützpunkt Guantanamo Bay ist der Soldat William Santiago ums Leben gekommen, nachdem er von seinen Kameraden Dawson und Downey tätlich angegriffen worden ist. Santiago hat als Außenseiter gegolten, während die beiden mutmaßlichen Täter Vorzeige-Marines sind. Zunächst ist unklar, ob es sich bei dem Angriff um eine Strafaktion (Code Red) handelte, die – obwohl offiziell verboten – von einem Vorgesetzten angeordnet wurde.
Die gegen die beiden vom Militärgericht erhobene Anklage lautet auf Mord, Verschwörung zum Mord sowie „Verhalten unwürdig eines Marines“. Dawson und Downey wird vorgeworfen, Santiago gezielt ermordet zu haben, um zu verhindern, dass dieser Informationen über ein früheres Fehlverhalten Dawsons an den NCIS weiterleitet. Die beiden Angeklagten hingegen stellen den Todesfall als unbeabsichtigte Folge eines von Vorgesetzten befohlenen Code Red dar und sehen sich somit zu Unrecht angeklagt, da sie nur einen Befehl befolgt hätten. Die Anklage in der Verhandlung führt der Marines-Captain Jack Ross. Als Verteidiger stehen den beiden die JAG-Anwälte Lieutenant Junior Grade Daniel Kaffee und Lieutenant Commander Joanne Galloway zur Seite. Galloway rechnet aufgrund ihres höheren Ranges und ihrer theoretischen Kenntnisse mit der Leitung der Verteidigung, zu ihrer Überraschung wird diese aber dem jungen und unerfahrenen Kaffee übertragen. Auch Lieutenant Sam Weinberg wirkt bei der Verteidigung mit, obwohl er eine tiefe Abneigung gegen Dawson und Downey hegt, die in seinen Augen zu zweit einen Schwächeren angegriffen haben.
Die Prozessstrategie der Verteidigung besteht darin, den vorgesetzten Offizieren nachzuweisen, den Befehl zur Bestrafung mit tödlichem Ausgang gegeben zu haben. Als Schlüsselfigur erweist sich dabei Colonel Nathan R. Jessep, der Kommandeur der Bodentruppen des US-Stützpunkts Guantanamo Bay, der den Code Red befohlen haben könnte. Eine weitere zentrale Rolle spielt der unmittelbare Vorgesetzte der Marines, ihr Zugführer First Lieutenant Kendrick. Dieser sagt vor Gericht aus, er habe explizit angeordnet, dass durch die Soldaten seines Zuges keine Gewalt gegen Santiago ausgeübt werden dürfe, obwohl dieser durch wiederholte Fehlleistungen den Zorn seiner Kameraden auf sich gezogen habe. Dawson und Downey erklären im Gegensatz dazu jedoch, Kendrick habe ihnen den Code Red an Santiago befohlen, wahrscheinlich auf direkte Anordnung Jesseps.
Zunächst gelingt es Kaffee, seine Klienten in ein positives Licht zu rücken: Er weist nach, dass Dawson in zahlreichen anderen Fällen, in denen bereits ein Code Red gegen Santiago angebracht gewesen wäre, das spätere Opfer unter seinen persönlichen Schutz gestellt hat. Zudem hat Dawson einen unter Arrest stehenden Kameraden gegen die Vorschriften heimlich mit Lebensmitteln versorgt – aus diesem Grund hat Kendrick den ehrgeizigen Dawson nicht zur Beförderung vorgeschlagen. Kaffee bringt Kendrick im Zeugenstand dazu, indirekt zuzugeben, dass Dawson sich daher aus Karriereangst einem weiteren Befehl Kendricks – auch zu einem illegalen Code Red – nicht mehr widersetzt hätte.
Die Lage der Verteidigung wendet sich zum Schlechten, als es der Anklage gelingt, Dawson und Downey in einem wichtigen Punkt einer Lüge zu überführen: Ankläger Ross weist nach, dass Downey zum Zeitpunkt von Kendricks Code-Red-Befehl noch auf dem Rückweg von seinem Dienstposten war. Downey gibt schließlich zu, dass er nur von Dawson, nicht aber direkt von First Lieutenant Kendrick die Anweisung zur Bestrafung Santiagos erhalten habe – somit erscheint Dawson nunmehr als Urheber des tödlichen Angriffs. Der Fall wird für die Verteidigung nahezu aussichtslos, als sich in der Folge ihr wichtigster Zeuge, Lieutenant Colonel Markinson, der Stellvertreter Jesseps, das Leben nimmt. Zuvor hatte Markinson sich freiwillig bei Kaffee gemeldet, da er dabei war, als Jessep Kendrick den Befehl zum Code Red an Santiago erteilt hatte. Sein Ehrverständnis verbietet ihm jedoch, öffentlich vor Gericht gegen Jessep, mit dem ihn eine lange gemeinsame Dienstzeit verbindet, auszusagen.
Kaffees Strategie besteht nun darin, Colonel Jessep selbst als Zeugen vorzuladen und ihn bei der Befragung derartig zu provozieren, dass er zugibt, den Befehl gegeben zu haben. Dabei riskiert er seine Karriere, da er ohne Markinsons Aussage nichts gegen Jessep in der Hand hat und es eine gesetzliche Vorschrift gibt, die das grundlose Bezichtigen eines höherrangigen Offiziers unter Strafe stellt. Kaffee weiß aber, dass Jessep Code-Red-Maßnahmen für richtig hält, und spekuliert darauf, dass es ihm gelingen wird, diese Einstellung in der Befragung bloßzustellen. Er kann Jessep zunächst einen Widerspruch nachweisen: Wenn der Colonel tatsächlich befohlen habe, dass Santiago nichts geschehen dürfe, und wenn seine Befehle stets befolgt würden, wieso habe er dann zugleich anordnen müssen, Santiago schnellstmöglichst ausfliegen zu lassen, da diesem sonst Gefahr von Seiten der anderen Marines drohe? In einem dramatischen Frage-Antwort-Duell bringt er Jessep im Gerichtssaal so in Rage, dass dieser – trotz des Hinweises des Richters, ihn selbst belastende Fragen nicht beantworten zu müssen – schließlich im Zorn zugibt, die Strafmaßnahme an Santiago persönlich angeordnet zu haben.
Jessep und auch Kendrick werden daraufhin verhaftet. Durch sein Eingeständnis, den Code Red befohlen zu haben, hat der Colonel die Version von Dawson und Downey bestätigt, wodurch die Mordanklage unhaltbar wird. Die beiden Marines werden daher in den Anklagepunkten Mord und Verschwörung zu einer Straftat freigesprochen, jedoch im Anklagepunkt „Verhalten unwürdig eines Marines“ für schuldig befunden und unehrenhaft aus der Armee entlassen. Für den naiven Downey bricht daraufhin eine Welt zusammen – er glaubt weiterhin, nichts Falsches getan zu haben. Dawson widerspricht ihm daraufhin: Er stellt klar, dass Marines die Aufgabe hätten, für Schwächere zu kämpfen, also hätten sie auch für ihren Kameraden kämpfen müssen, Befehl hin oder her.

## Synchronisation
Die deutsche Synchronisation entstand im Auftrag der Berliner Synchron GmbH, für die Dialogregie und das deutsche Dialogbuch war Jürgen Neu verantwortlich.
| Rolle                                 | Schauspieler      | Deutscher Sprecher  |
| ------------------------------------- | ----------------- | ------------------- |
| LTJG Daniel Kaffee                    | Tom Cruise        | Stephan Schwartz    |
| COL Nathan R. Jessep                  | Jack Nicholson    | Joachim Kerzel      |
| LCDR JoAnne Galloway                  | Demi Moore        | Katja Nottke        |
| CPT Jack Ross                         | Kevin Bacon       | Udo Schenk          |
| LT Jonathan James Kendrick            | Kiefer Sutherland | Tobias Meister      |
| LTJG Sam Weinberg                     | Kevin Pollak      | Helmut Gauß         |
| LCPL Harold W. Dawson                 | Wolfgang Bodison  | Charles Rettinghaus |
| PFC Louden Downey                     | James Marshall    | Andreas Fröhlich    |
| LTC Matthew A. Markinson              | J. T. Walsh       | Norbert Gescher     |
| Dr. Stone                             | Christopher Guest | Frank-Otto Schenk   |
| CPT West                              | John M. Jackson   | Jürgen Kluckert     |
| LT Dave Spradling                     | Matt Craven       | Michael Pan         |
| CPT Whitaker                          | Xander Berkeley   | Reinhard Kuhnert    |
| CPL Jeffrey Barnes                    | Noah Wyle         | Dirk Müller         |
| CPL Carl Hammaker                     | Cuba Gooding Jr.  | Thomas Petruo       |
| Richter COL Julius Alexander Randolph | J. A. Preston     | Joachim Nottke      |
| PFC William T. Santiago               | Michael DeLorenzo | Oliver Rohrbeck     |

## Richtigstellungen, Produktionsnotizen
- Die Szene mit Dr. Stone im Zeugenstand[2] enthält eine falsche Erklärung der Laktatazidose. Es wird kein Zucker vom Körper verbrannt ("If the muscles and other cells of the body burn sugar instead of oxygen, lactic acid is produced."), vielmehr handelt es sich um eine Laktatazidose vom Typ B2 nach Cohen-Woods-Klassifikation.
- „Unwürdiges Verhalten als US Marine“ ist kein Tatbestand nach dem Uniform Code of Military Justice der USA, sondern eine Fiktion, die dem Tatbestand „Unwürdiges Verhalten als Offizier“ nachgebildet ist.
- Bei den US Marines wird nicht der Begriff Ten-Hut (dt. „Stillgestanden“), sondern der Begriff Attention on Deck (dt. „Achtung an Deck!“) verwendet.
- Bei den US Marines wird und wurde nie der Begriff Code Red verwendet, stattdessen wurde für diese Art von „Bestrafung“ der Begriff blanket party (deutsch: „Bettdeckenparty“) verwendet.
- Der Name des Stützpunktes wird im Film mit Roosevelt Roads Naval Station angegeben. Der echte US-Stützpunkt Roosevelt Roads lag jedoch nicht auf Kuba, sondern auf Puerto Rico. Der Name des echten US-Stützpunktes in der Bucht von Guantanamo auf Kuba, auf den sich die Filmhandlung bezieht, ist Guantanamo Bay Naval Base, oder kurz: GTMO.
- Als Drehort für Guantanamo diente die Naval Air Station Miramar in Kalifornien, wie bereits für den Film Top Gun.[3]
- Die Produktionskosten betrugen 40 Millionen Dollar, wobei sich die weltweiten Einnahmen auf rund 243 Millionen Dollar beliefen.[4]

## Rezeption

### Kritiken
Der Film erhielt überwiegend positive Kritiken. Das Filmkritik-Portal Rotten Tomatoes gibt für den Film 83 % positive Rezensionen an und er hat einen Metascore von 62 von 100 bei Metacritic.

„Rob Reiner macht aus dem Bühnenstück einen formal und dramaturgisch überzeugenden Gerichtsfilm, in dem es um die Ausleuchtung militärischer Hierarchien geht, um den Unsinn des Kadavergehorsams und die Relativität jeder Rechtsprechung. Der Film verzichtet auf voyeuristische Action-Orgien, lebt von Milieuschilderung, Dialogen und überzeugendem Schauspiel.“

„Der Film benutzt Vorgeschichte und Prozeß als geschickt aufgezäumtes Vehikel für die Mobilisierung von Emotionen und für die Parade einer hochkarätigen Schauspielergarde. Kinoübliche Klischees und äußerliche Faszination verstellen der kritischen Hinterfragung militärischer Befehlshörigkeit den Weg.“

„Regisseur Rob Reiner prangert in seinem spannenden Gerichtsdrama überzogenen Militärdrill an, bleibt in seiner kritischen Haltung aber seltsam unentschlossen und verklärt die Army als eine sich selbst reinigende Kraft. Bei dieser Betrachtung militärischer Hierachien konnte Reiner auf eine imposante Darstellercrew zurückgreifen, allen voran Jack Nicholson, der als Colonel Jessep eine seiner bewährten Fieslings-Rollen zum Besten gibt.“

### Auszeichnungen
- Oscar-Nominierungen in den Kategorien „Bester Film“, „Bester Nebendarsteller“ (Jack Nicholson), „Bester Schnitt“ und „Bester Ton“
- Golden-Globe-Nominierungen in den Kategorien „Bester Film (Drama)“, „Bester Regisseur“ (Rob Reiner), „Bester Hauptdarsteller“ (Tom Cruise), „Bester Nebendarsteller“ (Jack Nicholson) und „Bestes Filmdrehbuch“
- 1993: American Cinema Editor-Nominierung „Bester Schnitt“
- 1993: American-Society-of-Cinematographers-Nominierung „Beste Kamera“
- 1994: ASCAP Film and Television Music Award Top Box Office Film
- Chicago Film Critics Association Award „Bester Nebendarsteller“ Jack Nicholson
- 1993: Dallas-Fort-Worth-Film-Critics-Association-Award-Nominierung „Bester Film“
- 1993: Directors-Guild-of-America-Nominierung „Beste Regie“ Rob Reiner
- 1993: Edgar-Allan-Poe-Awards-Nominierung „Bester Film“
- 1992: Heartland Film Truly Moving Picture Award Rob Reiner
- 1993: Image-Award-Nominierung
  - „Bester Nebendarsteller“ Wolfgang Bodison

- 1993: MTV Movie Award
  - „Bester Film“
  - Nominierung „Beste Darstellerin“ Demi Moore
  - Nominierung „Bester Darsteller“ Tom Cruise
  - Nominierung „Begehrenswertester Mann“ Tom Cruise
  - Nominierung „Bester Bösewicht“ Jack Nicholson

- 1992: National Board of Review
  - „Bester Nebendarsteller“ Jack Nicholson
  - Top Ten Film

- New-York-Film-Critics-Circle-Award-Nominierung „Bester Nebendarsteller“ Jack Nicholson (Dritter Platz)
- 1993: People’s Choice Award „Bester Film“
- 1993: PGA-Award-Nominierung „Beste Produktion“
- 1993: Southeastern Film Critics Association Award
  - „Bester Film“ (7. Platz)
  - „Bester Nebendarsteller“ Jack Nicholson

Die Deutsche Film- und Medienbewertung FBW in Wiesbaden verlieh dem Film das Prädikat „wertvoll“.